# جيمي ويلسون (موسيقي)
جيمي ويلسون (بالإنجليزية: Jimmy Wilson)‏ هو موسيقي أمريكي، ولد في 1921 في لويزيانا في الولايات المتحدة، وتوفي في 5 فبراير 1965 في دالاس في الولايات المتحدة.

## روابط خارجية
- جيمي ويلسون على موقع IMDb (الإنجليزية)
- جيمي ويلسون على موقع أول ميوزيك (الإنجليزية)